# Jay Mohr
Jon Ferguson Mohr (Verona, 23 augustus 1970) is een Amerikaans stand-upcomedian en acteur. Hij won in 2000 een Golden Satellite Award voor zijn rol in de televisieserie Action en werd als presentator van Last Comic Standing samen met de gehele crew genomineerd voor een Emmy Award in 2004. Mohr speelt sinds september 2008 de hoofdrol in de komedieserie Gary Unmarried.
Mohr debuteerde voor de camera's in het sketches- en imitatieprogramma Saturday Night Live. Hij maakte deel uit van het programma van 1993 tot en met 1995, maar zou later onthullen dat hij dit een verschrikkelijke tijd vond. Met name de onderlinge strijd tussen de teamleden om zo veel mogelijk in beeld te komen, stond hem tegen. Mohr bracht hierover in 2004 het boek Gasping for Airtime: Two Years in the Trenches of "Saturday Night Live" uit.
Saturday Night Live gaf hem wel de kans om zijn imitatietalenten aan een groot publiek te laten zien, een vaardigheid die een aanzienlijk deel van zijn carrière als komiek behelst. Zo sprak Mohr later onder meer de stem in van Joe Pesci in voor Family Guy en die van Christopher Walken voor The Simpsons. In 1998 was hij in de film Paulie de stem van de gelijknamige babbelzieke papegaai. Ondanks dat hij daarin lijfelijk niet in beeld kwam, was dit Mohrs omvangrijkste rol tot op dat moment, nadat hij in 1995 zijn filmdebuut maakte in For Better or Worse. 
Mohr was van 1998 tot en met 2004 getrouwd met voormalig model Nicole Chamberlain, met wie hij een zoon kreeg. In december 2006 hertrouwde hij met actrice Nikki Cox. Ook met haar kreeg hij een zoon. Hun huwelijk eindigde in 2018.

## Filmografie
| - Drowning (2019) - Hollow Point (2019) - Mr. Malevolent (2018) - PupParazzi (2018) - All About Nina (2018) - Road Hard (2015) - Dumbbells (2014) - The Incredible Burt Wonderstone (2013) - Pororo, the Racing Adventure (2013, stem) - Applebaum (2012, televisiefilm) - A Christmas Wedding Tail (2011, televisiefilm) - Hereafter (2010) - Lonely Street (2009) - Street Kings (2008) - Christmas Do-Over (2006, televisiefilm) - A Salute to the Troops and USO (2006, televisiefilm) - The Groomsmen (2006) - Even Money (2006) - Community Service (2006, televisiefilm) - King's Ransom (2005) - Are We There Yet? (2005) | - Seeing Other People (2004) - S1m0ne (2002) - The Adventures of Pluto Nash (2002) - Black River (2001, televisiefilm) - Speaking of Sex (2001) - Pay It Forward (2000) - Cherry Falls (2000) - Olive, the Other Reindeer (1999, televisiefilm) - Go (1999) - 200 Cigarettes (1999) - Playing by Heart (1998) - Jane Austen's Mafia! (1998) - Small Soldiers (1998) - Paulie (1998, stem) - Suicide Kings (1997) - Picture Perfect (1997) - The Brave Little Toaster to the Rescue (1997) - Jerry Maguire (1996) - The Barefoot Executive (1995, televisiefilm) - For Better or Worse (1995) |

## Televisieseries
*Exclusief eenmalige gastrollen
- American Housewife - Alan (2017-2019, twee afleveringen)
- The Mick - Bert (2018, twee afleveringen)
- Suburgatory - Steven Royce (2011-2013, vijf afleveringen)
- Gary Unmarried - Gary Brooks (37 episodes, 2008-2010)
- Ghost Whisperer - Professor Rick Payne (2006-2008, 33 afleveringen)
- Family Guy - Joe Pesci (2000-2005, drie afleveringen)
- The West Wing - Taylor Reid (2004, drie afleveringen)
- Fastlane - Roland Hill (2003, vier afleveringen)
- Action - Peter Dragon (1999, dertien afleveringen)
- The Jeff Foxworthy Show - Wayne Foxworthy (1996, zeven afleveringen)
- Local Heroes - Jake (1995-1996, zes afleveringen)
- Saturday Night Live - Allerlei (1993-1995, 39 afleveringen)

- Biblioteca Nacional de España: XX1425185
- Bibliothèque nationale de France: cb140251505 (data)
- Gemeinsame Normdatei: 1146452578
- International Standard Name Identifier: 0000 0001 0653 7579
- Library of Congress Control Number: no99044062
- MusicBrainz: fd5e9d25-d63a-4b3e-8a90-4d47caf7cf38
- Nationale Bibliotheek van Tsjechië: xx0050223
- Nationale Bibliotheek van Israël: 987007434253805171
- Nederlandse Thesaurus van Auteursnamen: 181090449
- Système universitaire de documentation: 071527931
- Virtual International Authority File: 34656757
- WorldCat: E39PBJmtvmg6yBbwkqBqrGfKBP